# San Felipe Teotlalcingo
San Felipe Teotlalcingo là một đô thị thuộc bang Puebla, México. Năm 2005, dân số của đô thị này là 8497 người.